# Cholermus
Le cholermues ou cholermüs est un plat traditionnel du canton d'Obwald en Suisse centrale. Il s'agit d'une sorte de crêpe ou de « crêpe râpée et frite », que l'on mange généralement au souper.
Cette préparation ne doit pas être confondue avec le hollermus ou holdermus, qui est une purée de sureau.